# Castanet (Tarn-et-Garonne)
Castanet é uma comuna francesa na região administrativa de Occitânia, no departamento de Tarn-et-Garonne. Estende-se por uma área de 22,07 km². Em 2010 a comuna tinha 288 habitantes (densidade: 13 hab./km²).